# Vino, Doamne!
Vino, Doamne! este un album lansat de Valeriu Sterian și Compania de Sunet în data de 15 noiembrie 1991, fiind primul material apărut prin intermediul casei de discuri Compania de Sunet, înființată de artist în același an. Titlul albumului este dat de numele sub care piesa „Nopți”, imn al Revoluției din decembrie 1989, a intrat în conștiința publicului larg. De altfel, această piesă se regăsește pe album, fiind reluată de pe un disc single înregistrat de Sterian în Norvegia, alături de un grup de muzicieni norvegieni, și apărut la începutul anului 1990. Albumul Vino, Doamne! beneficiază de o grafică foarte inspirată și în deplină concordanță cu titlul și conținutul muzical, realizată de muzicianul și arhitectul Sorin Minghiat. Vino, Doamne! este primul efort discografic dintr-o serie de trei albume rock în care Vali Sterian critică societatea din România post-decembristă și regimul politic neocomunist instaurat de Ion Iliescu. Exemple elocvente în acest sens sunt melodiile „Rock destabilizator”, „Cum?”, „Ieri noapte te-am visat”, „Dorința” sau „Exercițiu”. Ultima din aceste piese – de stil folk – reprezintă un moment de vârf al albumului, devenind în scurt timp celebră datorită modului în care reflectă realitățile sociale și politice ale românilor aflați în perioada marcată de schimbări de la începutul anilor ’90. Două decenii mai târziu, „Exercițiu” a fost refăcută de formația byron, fiind inclusă pe albumul de preluări Perfect (2011).

## Piese
1. Rock destabilizator
2. Cum?
3. Ieri noapte te-am visat
4. Anxietate
5. Nopți
6. Dorința
7. Exercițiu
8. Promisiuni

Muzică și versuri: Valeriu Sterian (1-4, 6-8); Valeriu Sterian și Carmen Marin (5)

## Personal
- Valeriu Sterian – voce, chitară, muzicuță
- Dan Cimpoeru – chitară solo
- Laurențiu Cristea – chitară bas
- Dan Incrosnatu – baterie
- Cristian Păunescu – claviaturi

Piesa „Nopți” a fost înregistrată în următoarea componență:
- Valeriu Sterian – voce, chitară
- Bent Bredesen – chitară electrică
- Rune Haukum – chitară bas
- Tore Wildhauer – baterie
- Terje Tranaas – claviaturi

Înregistrări muzicale și mixaje realizate în studioul „Tomis”, București, 1991, toamna. Piesa „Nopți” a fost înregistrată și mixată în studioul „Rainbow”, Oslo (Norvegia), 1990, iarna.
Maestru de sunet: Theodor Negrescu. Consultant muzical: Romeo Vanica. Grafică: Sorin Minghiat. Album produs de Compania de Sunet S.R.L.
Albumul a fost reeditat în anul 1999 în format casetă audio de Compania de Sunet & Metropol Music.